# Група армии „Център“
Група армии „Център“ (на немски: Heeresgruppe Mitte) е името на две немски войскови съединения, които водят сражения в различни периоди на Източния фронт по време на Втората световна война. Първата група армии с това име е създадена за нападението над СССР (операция „Барбароса“) на 22 юни 1941 г., и е едно от трите подобни формирования на Вермахта. На 25 януари 1945 г., след като е обкръжена в Кьонигсбергския чувал, групата армии е преименувана на „Север“ (на немски: Heeresgruppe Nord), а името група армии „Център“ е дадено на група армии „А“, която води военни действия до края на войната с това обозначение.

## Първоначален състав
- Юни 1941 г. (главнокомандващ – генерал-фелдмаршал Федор фон Бок)
  - 2-ра танкова група (генерал-полковник Хайнц Гудериан)
  - 4-та армия (генерал-фелдмаршал Гюнтер фон Клуге)
  - 9-а армия (генерал-полковник Адолф Щраус)
  - 3-та танкова група (генерал-полковник Херман Хот)

## История

### Операция „Барбароса“
На 22 юни 1941 г., армиите на Нацистка Германия и нейните съюзници от Оста нахлуват в СССР по три различни направления. Първоначалната стратегическа цел на група армии „Център“ (най-мощната от трите формации) е да разгроми съветските войски в Беларуската ССР, а впоследствие да напредне и овладее Москва. За изпълнението на това е планирано бързо настъпление чрез методите на блицкрига – затова и танковите сили в групата са разделени на две танкови групи. В подкрепа е придаден 2-ри въздушен флот. Очаква се бърза и решителна победа до средата на ноември. Другите оперативни задачи на съединението включват поддръжка на фланговете на другите настъпващи групи армии. В началото на юли в състава на съединението е прибавена 2-ра армия на генерал-полковник Максимилиан фон Вайхс.
До средата на август група армии „Център“ успява да унищожи противостоящите съветски войски в Бялисток-Минското и Смоленското сражения. С решение на Хитлер, което забавя напредването с 4 седмици, 2-ра армия и 2-ра танкова група са изпратени в направление към Киев, в помощ на група армии „Юг“.

### Операция „Тайфун“
Офанзивата на група армии „Център“ към Москва е възобновена в края на септември, като 2-ра армия и 2-ра танкова група (преименувана на 2-ра танкова армия) са върнати в състава ѝ. Забавянето се оказва фатално за Вермахта. Започналите есенни дъждове превръщат пътищата в непроходима кал. През ноември започват и неочаквано ранни зимни студове, за които германците не са подготвени. Въпреки огромните загуби, съветските войски успяват да спрат настъплението в края на ноември, когато предните немски части са на километри от столицата. Започналата на 6 декември съветска контраофанзива в битката за Москва, бележи краят на немския блицкриг и нанася първото голямо поражение на Вермахта. Група армии „Център“ е отблъсната назад, като успява да удържи в близост до столицата само Ржевската дъга – обект на постоянни атаки от руснаците през следващите месеци. На 19 декември Федор фон Бок е заменен на поста главнокомандващ от генерал Гюнтер Блументрит, който от своя страна, няколко дни по-късно, е заменен от Гюнтер фон Клуге.

### Отбрана от съветските контраудари
В първите месеци на 1942 г., на групата армии се налага да премине към отбрана от нарастващите контраатаки на съветските войски около Ржев. Немската 9-а армия успява да отблъсне атаките и да стабилизира фронта, въпреки нарастващите партизански акции в тила ѝ. Междувременно фокусът на събитията се измества в южна Русия, със започването на настъпление от група армии „Юг“ към Волга и Кавказ, като на група армии „Център“ е заповядано да изпрати в нейна подкрепа някои свои части (новосформираната 4-та танкова армия и 2-ра армия). В същото време в полосата ѝ продължават да се водят упорити боеве. Настъплението на съветските войски в началото на годината не е успяло да изтласка германците назад, но няколко съветски армии се озовават за линията на групата армии. Елиминирането им продължава до юли, когато руснаците предприемат нова офанзива – Ржевско-Сичевската настъпателна операция. Офанзивата не постига целите си, но линията на фронта е изтласкана още по-близо до Ржев. Най-голямото настъпление на руснаците, в сектора на групата армии, операция „Марс“, се провежда през ноември и започва едновременно с операция „Уран“ (контраофанзивата на съветските войски при Сталинград). Въпреки отблъскването на атаката и големите загуби, съветското командване успява да постигне целта си – частите на група армии „Център“ са сковани в отбранителни действия и тя не успява да изпрати подкрепления в района на Сталинград.

### Кампании в централна Русия
След поражението при града на Волга и лошите резултати от отбранителната операция при Воронеж, в началото на 1943 г. ОКХ очаква нови удари срещу група армии „Център“. Затова е проведена операция „Бивол“ (на немски: Büffel) – съкращаване на фронтовите линии чрез оттегляне от Ржевската дъга.

#### Антипартизански действия
От началото на 1942 г. силно нарасналото партизанско движение създава доста проблеми на Вермахта и група армии „Център“, като то е особено силно в труднопроходимия терен на западна Беларус. Броят на партизаните в региона постепенно се увеличава до 250 000 (голяма част от тях са войници от армиите, попаднали в обкръжение в началото на войната), с изградени бази и оборудване. С нападенията си те създават големи трудности на германските тилови служби и съобщителни линии.
За сраженията с партизанските групи се отделя все по-голям брой войници от полевите армии и доброволци от окупираните територии (предимно от Украйна и прибалтийските републики), също както и специални подразделения на Вафен-СС и Вермахта. Командването на група армии „Център“ решава да проведе редица мащабни антипартизански операции (наред с голям брой по-малки):
- Операция „Бамберг“: проведена от 26 март до 6 април 1942 г. от 707-а пехотна дивизия, поддържана от словашки полк, южно от Бобруйск. Убитите са най-малко 5000 души (включително много цивилни). [1]

- Операция „Пролетен празник“ (на немски: Fruhlingsfest): от 17 април до 12 май 1944 г., в района на Полоцк. Участват части от армейска група „Фон Готберг“. Убити са около 7000 души.

- Операция „Корморан“: проведена от 25 май до 17 юни 1944, между Минск и Борисов от охранителни немски части, в тила на 3-та танкова армия. Около 7500 убити.

#### Операция „Цитадела“
През април 1943 г., 2-ра армия е върната в състава на съединението, в подготовка за предстоящата лятна офанзива. Но през юли и август 1943 г., в битката при Курск, руснаците не само успяват да спрат немската операция „Цитадела“, но и контраатакуват в посока Орел и Харков. Едновременно с напредването си към Украйна, между август и октомври 1943 г. те предприемат още една офанзива срещу група армии „Център“ – операция „Суворов“, край Смоленск. Съветските войски овладяват града и важния железопътен възел Невел, изтласквайки назад немските части на широк фронт. Настъплението е спряно едва в укрепения район на Витебск, Орша, Могилев (т.н. отбранителна линия „Източен вал“ (Ostwall), макар че боеспособната 2-ра танкова армия (преименуваният 2-ри танков корпус) е изпратена на Балканите.
На 12 октомври отново е сменен главнокомандващия на групата армии – за нов е назначен генерал-фелдмаршал Ернст Буш

### Отбранителни сражения на линията „Вотан“
По-нататъшните съветски атаки срещу група армии „Център“ и добре подготвените ѝ отбранителни линии (операциите при Гомел и Орша през ноември 1943 г. и операцията при Витебск през февруари 1944 г.) са неуспешни. За разлика от стремителното напредване в Украйна, на централния участък от фронта настъплението на руснаците е бавно и с големи загуби. Причините са труднопроходимият горист терен, времето, което имат германците за подготовка на съоръженията и доброто ръководство на немските части.

### Унищожението на група армии „Център“
През пролетта на 1944 г., съветското командване струпва големи сили на фронта в централна Русия, подготвяни за лятна офанзива срещу групата армии. в същото време руснаците блестящо провеждат кампания за дезинформация за посоката на удара – те успяват да убедят немското командване, че основният удар ще е на юг – срещу група армии „Северна Украйна“. Проведената офанзива, с кодово име операция „Багратион“, започва на 22 юни 1944 г. 185 съветски дивизии, наброяващи близо два и половина милиона войници и 6000 танка, прегазват немските позиции на фронт с широчина 1000 км. Мощната 500 000-на немска група армии „Център“ е разбита – 350 000 германци са убити или пленени. Не помагат и смените на главнокомандващите – на 28 юни Ернст Буш е заменен от фелдмаршал Валтер Модел, който на свой ред е заменен на 16 август от Георг Райнхарт. Съветските войски напредват, освобождавайки до края на август Минск и останалата част от Беларус и прекосяват до края на годината предвоенните граници, навлизайки в Източна Прусия и Полша. Като брой убити и пленени това е най-голямото поражение на германците през цялата война.
През януари 1945 г. е превзета Варшава. След три дни, съветските войски започват нова офанзива – през река Нарев и от полската столица, обединявайки силите на четири фронта. Превъзходството на руснаците срещу противостоящите остатъци на група армии „Център“ е 9 към 1 в жива сила, 9 или 10 към 1 в артилерия и 10 към 1 в танкове и самоходна артилерия.

### Последни сражения
На 25 януари, Хитлер дава заповеди за преименуването на три групи армии. Група армии „Север“ е прекръстена на „Курландия“,
„Център“ взима името група армии „Север“, а нейното обозначение е дадено на група армии „А“.
Последната съветска кампания през войната в Европа води до битката за Берлин и капитулацията на Германия. Настъплението започва на 16 април, с операцията при Одер-Ниса. Преименуваната група армии „Център“ е под командването на Фердинанд Шьорнер и в състава ѝ влизат 4-та и 1-ва танкова армия и 17-а армия. Някои от частите продължават да се съпротивляват в Чехословакия до 11 май, когато е изискана безусловна капитулация от съветските войски, които са овладели Прага.
На 8 май Шьорнер отлита за Австрия, където десет дни по-късно е пленен от американците.